# La noche del Mundial
La noche del mundial fue un programa de televisión chileno emitido por Televisión Nacional de Chile (TVN), transmitido en época del desarrollo de las Copas Mundiales de Fútbol de Italia 1990, Estados Unidos 1994, Francia 1998 y Alemania 2006 (no se emitió para Corea-Japón 2002). Fue conducido por Jaime Celedón, Pilar Cox, Sergio Livingstone, Felipe Camiroaga, César Antonio Santis, Andrea Tessa, Jorge Hevia, Andrea Molina, Ángeles Martín y Myriam Hernández.

## Ediciones

### Francia 98'
El ciclo regresó para la Copa Mundial de Francia 98', acompañado con la efervescencia del regreso de la selección chilena a la cita.  Dirigido por Mauricio Correa, nuevamente participó Camiroaga, acompañado en la animación ahora por Jorge Hevia, Andrea Molina y la actriz española Ángeles Martín, que había ganado notoriedad por la retransmisión en el país de su programa Sin vergüenza (1992-1993); todos eran acompañados de humoristas estables como Paul Vázquez "El Flaco", Marco "Charola" Pizarro y Jorge "Chino" Navarrete.
El programa se impuso en su horario, incluido en su emisión de los lunes contra Viva el Lunes, de Canal 13, pero esta versión pasó a la posteridad por la aparición de Luciano Bello, personaje humorístico creado por Camiroaga que interpretaba a un reconocido y excéntrico animador proveniente de Maracaibo, Venezuela. El personaje se transformó rápidamente en un fenómeno popular y elevó la sintonía del programa. El ciclo se transmitió entre el 8 de junio al 12 de julio y por su éxito se extendió a un estelar los domingos bajo el nombre La noche mundial, hasta el 4 de octubre.

### Alemania 2006
En 2006 quiso innovar e incorporó la sección "El Gran Invitado", que contó con figuras como Titi García-Huidobro, Jaime Campusano, Gigi Martin, Yasmín Valdés, Gabriel Benni, Verónica Roberts Olcay entre otros. Ellos lucharon cada capítulo en parejas por un premio final de 20 millones de pesos. Además, invitados diferentes compartirán cada noche el panel para conversar sobre fútbol y otras cosas de interés.